# کانتوکس
کانتوکس (انگلیسی: Kantox) شرکت خدمات مالی بریتانیایی است، که در سال ۲۰۱۱ تأسیس شد.